# Lista lacurilor după volum

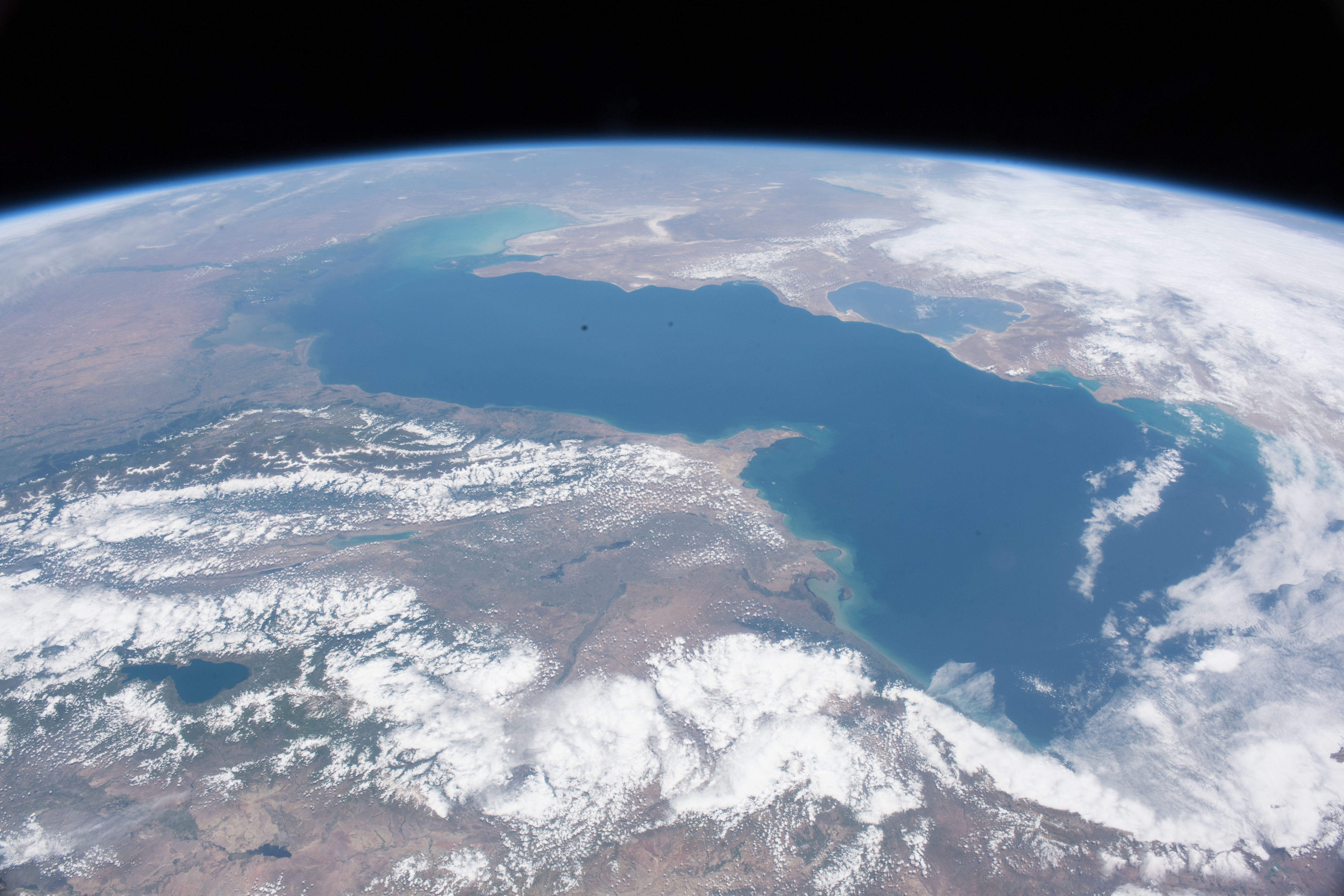
Marea Caspică, situată la granița dintre Europa și Asia, cel mai mare lac din lume după volum

Lista celor mai mari lacuri în funcție de volum clasifică întinderile naturale mari și relativ fixe de apă aflate la suprafața Pământului sau în apropierea acesteia, localizate într-unul sau mai multe bazine interconectate, înconjurate de uscat și izolate față de mări și oceane (lacuri), în funcție de volum.

## Preambul
Nu există o definiție universal acceptată a unui lac, nici o delimitare clară față de o baltă sau un iaz. În general, se consideră că lacurile sunt ape stătătoare situate pe un continent, arhipelag sau insulă și sunt separate de mări și oceane, deși pot fi conectate la acestea prin râuri. Din punct de vedere geologic, lacurile sunt corpuri de apă temporare. 
Unii limnologi consideră lacurile ca fiind corpuri de apă de dimensiuni mai mari, pentru care turbulențele induse de vânt, acțiunea valurilor și interacțiunea acestora cu malurile joacă un rol major în amestecarea volumului de apă conținut. Conform definiției din limnologie, un corp de apă naturală este considerat lac dacă este caracterizat de adâncime, suprafață sau volum suficiente pentru a provoca depunerea, zonarea sau stratificarea sedimentelor, o singură condiție îndeplinită fiind suficientă pentru a-i conferi acest statut.
Unii hidrologi au propus definirea termenului „lac” ca o întindere de apă cu următoarele cinci caracteristici:
- umple parțial sau total unul sau mai multe bazine conectate prin strâmtori,
- are în esență același nivel al apei în toate părțile (cu excepția variațiilor relativ scurte cauzate de vânt, stratul de gheață variabil, debitele crescute ale apelor influente etc.),
- nu prezintă intruziuni regulate de apă de mare,
- o proporție considerabilă din sedimentele suspendate în apă este captată de bazine (pentru ca acest lucru să se întâmple, acestea trebuie să aibă un raport debit-volum suficient de mic),
- suprafața măsurată la nivelul mediu al apei depășește un prag ales arbitrar (de exemplu, un hectar).

În 1957, britanicul George Evelyn Hutchinson, considerat părintele ecologiei moderne, a publicat o monografie intitulată „Tratat de limnologie” (A Treatise on Limnology), considerată un punct de referință al tuturor tipurilor majore de lacuri, al originii, caracteristicilor morfometrice și distribuției acestora, propunând o clasificare a lacurilor în funcție de originea lor. Această clasificare identifică 11 tipuri majore de lacuri care sunt împărțite în 76 subtipuri.
Majoritatea lacurilor sunt de apă dulce și reprezintă aproape toată apa dulce de la suprafața Pământului, dar unele sunt lacuri sărate, cu salinitate chiar mai mare decât cea a apei de mare. De asemenea, lacurile sunt caracterizate de variații semnificative în ceea ce privește suprafața și volumul de apă. Majoritatea lacurilor sunt alimentate și/sau drenate de izvoare, pâraie sau râuri, dar unele lacuri sunt endoreice, fără nicio scurgere, în timp ce lacurile vulcanice sunt alimentate direct de precipitații și nu de cursuri de apă influente (de intrare).
Un studiu din 2016 elaborat sub egida Institutului de Tehnologie din Massachusetts, Muzeului de Știință din Minnesota și Universității Umeå din Suedia a estimat numărul de lacuri de pe Terra la peste 100 de milioane, cu un volum total de apă conținut de peste 199.000 km3 și o adâncime medie de 41,8 m.
În ultimele decenii, ca urmare a schimbărilor climatice și utilizării nesustenabile a resurselor de apă, volumul a numeroase lacuri s-a redus, în cazul lacurilor saline înregistrându-se și creșteri ale salinității. De exemplu, dacă în 1960 Marea Aral era al doisprezecelea cel mai mare lac din lume ca volum, cu 1.100 km3, până în 2007 lacul se micșorase la 10% din volumul său inițial și era împărțit în trei lacuri, niciunul dintre acestea cu un volum de peste 100 km3.
Lista include lacurile cu un volum de peste 100 km3, în principal pe baza informațiilor publicate în volumul The Water Encyclopedia (Enciclopedia Apei). Ordinea este descrescătoare, în funcție de valoarea calculată a volumului fiecărui lac.

## Lista celor mai mari lacuri din lume după volum
| Coduri de culoare pentru continent | Coduri de culoare pentru continent | Coduri de culoare pentru continent | Coduri de culoare pentru continent | Coduri de culoare pentru continent | Coduri de culoare pentru continent | Coduri de culoare pentru continent |
| Africa                             | Antarctica                         | Asia                               | Eurasia                            | Europa                             | America de Nord                    | America de Sud                     |
| ---------------------------------- | ---------------------------------- | ---------------------------------- | ---------------------------------- | ---------------------------------- | ---------------------------------- | ---------------------------------- |

| Imagine | Loc | Nume | Țară                                                      | Localizare                                                            | Tip                           | Volum (km3) | Suprafață (km2) | Observații |
|         |     | |                                                           |                                                                       |                               |             |                 | |
| ------- | --- | --- | --------------------------------------------------------- | --------------------------------------------------------------------- | ----------------------------- | ----------- | --------------- | --- |
|         | 1.  | Marea Caspică (în rusă Каспийское море, transliterat: Kaspiiskoe more, în persană دریای خزر, transliterat: Dariyaye khzar) | Kazahstan · Turkmenistan · Azerbaidjan · Rusia · Iran     | Bazinul endoreic al Mării Caspice                                     | apă sărată (1.2% salinitate)  | 78.200      | 371.000         | Din punct de vedere geologic, este mai degrabă o mare, nu un lac. Laguna Garabogaz (Garabogazköl), dacă ar fi luată în considerare separat, s-ar clasa pe locul 16 ca mărime, cu o suprafață de 18.000 km2 |
|         | 2.  | Lacul Baikal (în rusă Байкал, transliterat: Baikal)                                                                        | Rusia                                                     | Bureatia și Irkuțk (Siberia)                                          | apă dulce                     | 23.610      | 31.722          | Cel mai adânc lac din lume și cel mai mare lac cu apă dulce din lume ca volum |
|         | 3.  | Lacul Tanganyika (în engleză Lake Tanganyika, în franceză Lac Tanganyika)                                                  | Tanzania · Republica Democratică Congo · Burundi · Zambia | Marile Lacuri Africane                                                | apă dulce                     | 18.750      | 32.900          | Cel mai lung lac cu apă dulce din lume și al treilea ca mărime de orice fel ca volum, cel mai mare lac (ca suprafață) care este situat în întregime într-o singură țară                                    |
|         | 4.  | Lacul Superior (în engleză Lake Superior)                                                                                  | Canada · Statele Unite                                    | Marile Lacuri din America de Nord                                     | apă dulce                     | 12.070      | 82.100          | Cel mai mare dintre Marile Lacuri din America de Nord ca volum, mai mare decât celelalte patru la un loc                                                                                                   |
|         | 5.  | Lacul Malawi (în engleză Lake Malawi, în franceză Lac Malawi)                                                              | Malawi · Mozambic · Tanzania                              | Marile Lacuri Africane                                                | apă dulce                     | 8.640       | 29.600          | Adăpostește mai multe specii de pești decât orice alt lac din lume |
|         | 6.  | Lacul Vostok [în rusă Восток (озеро), transliterat: Vostok (ozero)]                                                        | Antarctica                                                | Calota glaciară antarctică de est                                     | apă dulce                     | 5.400       | 12.500          | Cel mai mare lac din Antarctica (lac subglaciar) |
|         | 7.  | Lacul Michigan (în engleză Lake Michigan)                                                                                  | Statele Unite                                             | Marile Lacuri din America de Nord                                     | apă dulce                     | 4.930       | 58.030          | Partea mai mică al lacului Michigan-Huron |
|         | 8.  | Lacul Huron (în engleză Lake Huron)                                                                                        | Canada · Statele Unite                                    | Marile Lacuri din America de Nord                                     | apă dulce                     | 3.520       | 59.590          | Partea mai mare al lacului Michigan-Huron, conține insula Manitoulin, cea mai mare insulă lacustră din lume                                                                                                |
|         | 9.  | Lacul Victoria (în engleză Lake Victoria)                                                                                  | Tanzania · Uganda · Kenya                                 | Marile Lacuri Africane                                                | apă dulce                     | 2.420       | 59.940          | Cel mai mare lac ca suprafață din Africa |
|         | 10. | Marele Lac al Urșilor (în engleză Great Bear Lake)                                                                         | Canada                                                    | Teritoriile de Nord-Vest                                              | apă dulce                     | 2.234       | 31.153          | Cel mai mare lac aflat în întregime în Canada și cel mai mare lac parțial în Cercul Arctic |
|         | 11. | Issîk-Kul (în kîrgîză Ысык-Көл, transliterat: Isık-Köl)                                                                    | Kârgâzstan                                                | Tian-Șan                                                              | apă sărată (0.6% salinitate)  | 1.736       | 6.236           | Al doilea cel mai mare lac de munte din lume, al doilea cel mai adânc lac salin |
|         | 12. | Lacul Ontario (în engleză Lake Ontario)                                                                                    | Canada · Statele Unite                                    | Marile Lacuri din America de Nord                                     | apă dulce                     | 1.631       | 18.970          | Lacul cu cea mai joasă altitudine dintre Marile Lacuri din America de Nord |
|         | 13. | Marele lac al sclavilor (în engleză Great Slave Lake)                                                                      | Canada                                                    | Teritoriile de Nord-Vest                                              | apă dulce                     | 1.115       | 27.200          | Cel mai adânc lac din America de Nord |
|         | 14. | Lacul Titicaca (în spaniolă Lago Titicaca)                                                                                 | Peru · Bolivia                                            | Regiunea Puno (Peru) și Departamentul La Paz (Bolivia)                | apă dulce                     | 896         | 8.372           | Lacul navigabil situat la cea mai mare altitudine din lume, cel mai mare lac de munte, cel mai mare lac din America de Sud                                                                                 |
|         | 15. | Lacul Ladoga (în rusă Ладожское озеро, transliterat: Ladojskoe ozero)                                                      | Rusia                                                     | Regiunea Leningrad și Republica Carelia                               | apă dulce                     | 837         | 17.700          | Cel mai mare lac din Europa |
|         | 16. | Lacul General Carrera/Buenos Aires (în spaniolă Lago Buenos Aires/General Carrera)                                         | Chile · Argentina                                         | Provincia General Carrera (Chile) și Provincia Santa Cruz (Argentina) | apă dulce                     | 740         | 1.850           | |
|         | 17. | Lacul Kivu (în franceză Lac Kivu)                                                                                          | Republica Democratică Congo · Rwanda                      | Marile Lacuri Africane                                                | apă dulce                     | 648         | 2.700           | |
|         | 18. | Lacul Van (în turcă Van Gölü)                                                                                              | Turcia                                                    | Regiunea Anatolia de Est                                              | apă sărată (2.3% salinitate)  | 642         | 3.755           | Cel mai mare lac din Orientul Mijlociu, al treilea cel mai adânc lac salin |
|         | 19. | Lacul Erie (în engleză Lake Erie)                                                                                          | Canada · Statele Unite                                    | Marile Lacuri din America de Nord                                     | apă dulce                     | 488         | 25.667          | Lacul cu cel mai mic volum dintre Marile Lacuri din America de Nord |
|         | 20. | Lacul Huvsgul (în mongolă Хөвсгөл нуур, transliterat: Khövsgöl nuur)                                                       | Mongolia                                                  | Munții Saian                                                          | apă dulce                     | 381         | 2.760           | |
|         | 21. | Lacul Winnipeg (în engleză Lake Winnipeg)                                                                                  | Canada                                                    | Manitoba                                                              | apă dulce                     | 294         | 24.514          | Lacul cu cel mai mare bazin hidrografic raportat la propria dimensiune |
|         | 22. | Lacul Onega (în rusă Онежское озеро, transliterat: Onejskoe ozero)                                                         | Rusia                                                     | Regiunea Leningrad, Regiunea Vologda și Republica Carelia             | apă dulce                     | 291         | 9.700           | Al doilea cel mai mare lac din Europa |
|         | 23. | Lacul Nipigon (în engleză Lake Nipigon)                                                                                    | Canada                                                    | Ontario                                                               | apă dulce                     | 266         | 4.848           | Cel mai mare lac aflat în întregime în Ontario, parte a bazinului hidrografic al regiunii Marilor Lacuri                                                                                                   |
|         | 24. | Lacul Toba (în indoneziană Danau Toba)                                                                                     | Indonezia                                                 | Sumatra                                                               | apă dulce                     | 244         | 1.130           | |
|         | 25. | Lacul Nueltin (în engleză Nueltin Lake)                                                                                    | Canada                                                    | Nunavut și Manitoba                                                   | apă dulce                     | 228         | 2.279           | |
|         | 26. | Lacul Argentino (în spaniolă Lago Argentino)                                                                               | Argentina                                                 | Provincia Santa Cruz                                                  | apă dulce                     | 220         | 1.466           | |
|         | 27. | Lacul Athabasca (în engleză Lake Athabasca)                                                                                | Canada                                                    | Saskatchewan și Alberta                                               | apă dulce                     | 204         | 7.850           | O rămășiță a vastului Lac glaciar McConnell |
|         | 28. | Lacul Concordia (în engleză Concordia Subglacial Lake)                                                                     | Antarctica                                                | Platoul Antarctic                                                     | apă dulce                     | 200         | 800             | |
|         | 29. | Lacul Turkana (în engleză Lake Turkana)                                                                                    | Kenya · Etiopia                                           | Marile Lacuri Africane                                                | apă sărată (0.25% salinitate) | 193         | 6.405           | Cel mai mare lac deșertic permanent și cel mai mare lac alcalin din lume„Lake Turkana” [Lacul Turkana]. worldatlas.com (în engleză). Accesat în 29 iulie 2025.                                             |
|         | 30. | Lacul Llanquihue (în spaniolă Lago Llanquihue)                                                                             | Chile                                                     | Provincia Llanquihue și Provincia Osorno                              | apă dulce                     | 158         | 871             | |
|         | 31. | Lacul Vänern (în suedeză Vänern)                                                                                           | Suedia                                                    | Västergötland, Dalsland, Värmland                                     | apă dulce                     | 153         | 5.650           | Cel mai mare lac din Uniunea Europeană |
|         | 32. | Lacul Tahoe (în engleză Lake Tahoe)                                                                                        | Statele Unite                                             | California și Nevada                                                  | apă dulce                     | 151         | 490             | |
|         | 33. | Lacul Mistassini (în engleză Lake Mistassini)                                                                              | Canada                                                    | Quebec                                                                | apă dulce                     | 150         | 2.164           | |
|         | 34. | Lacul Albert (în swahili Ziwa Albert)                                                                                      | Uganda · Republica Democratică Congo                      | Marile Lacuri Africane                                                | apă dulce                     | 133         | 5.300           | |
|         | 35. | Lacul Nettilling (în engleză Nettilling Lake)                                                                              | Canada                                                    | Insula Baffin, Nunavut                                                | apă dulce                     | 130         | 5.542           | Cel mai mare lac de pe o insulă (Insula Baffin) |
|         | 36. | Lacul Fagnano (în spaniolă Lago Fagnano)                                                                                   | Argentina · Chile                                         | Țara de Foc                                                           | apă dulce                     | 125         | 645             | |
|         | 37. | Lacul Viedma (în spaniolă Lago Viedma)                                                                                     | Argentina                                                 | Provincia Santa Cruz                                                  | apă dulce                     | 119         | 1.193           | |
|         | 38. | Lacul Iliamna (în engleză Iliamna Lake)                                                                                    | Statele Unite                                             | Alaska                                                                | apă dulce                     | 116         | 2.622           | |
|         | 39. | Marea Moartă (în arabă البحر الميت, transliterat: Albahr almayit, în ebraică ים המלח, transliterat: Yim hamlach)           | Iordania · Palestina · Israel                             | Bazinul endoreic al văii Iordanului                                   | apă sărată (34% salinitate)   | 114         | 605             | |
|         | 40. | Lacul Baker (în engleză Baker Lake)                                                                                        | Canada                                                    | Nunavut                                                               | apă dulce                     | 113         | 1.887           | |
|         | 41. | Lacul Reindeer (în engleză Reindeer Lake)                                                                                  | Canada                                                    | Saskatchewan și Manitoba                                              | apă dulce                     | 113         | 6.650           | Zonele cele mai adânci acoperă locul unui impact meteoric major care a avut loc acum aproape 100 de milioane de ani, mult înainte de formarea lacului                                                      |
|         | 42. | Lacul Cocibolca (Nicaragua) (în spaniolă Lago Cocibolca)                                                                   | Nicaragua                                                 |                                                                       | apă dulce                     | 110         | 8.264           | Cel mai mare lac din America Centrală, adăpostește rechini de apă dulce (Carcharhinus leucas) |
|         | 43. | Lacul Qinghai (în chineză: 青海湖, transliterat: Qīnghǎi hú)                                                               | China                                                     | Qinghai                                                               | apă sărată (1.4% salinitate)  | 108         | 4.489           | Cel mai mare lac din China, de dimensiuni variabile, bazin endoreic |
|         | 44. | Lacul Balhaș (în kazahă Балқаш, cu alfabetul chirilic: Balqaș)                                                             | Kazahstan                                                 | Provinciile Qaraǵandy, Jambyl și Almatî                               | apă sărată (0.3% salinitate)  | 100         | 16.400          | Lac cu apă dulce și adâncime redusă în partea vestică, apă sărată și adâncime mai mare în partea estică, volum în scădere                                                                                  |

## Cele mai mari lacuri de pe fiecare continent în funcție de volum
- Africa: Lacul Tanganyika
- America de Nord: Lacul Superior
- America de Sud: Lacul Titicaca
- Antarctica: Lacul Vostok
- Eurasia: Marea Caspică
- Oceania: Lacul Taupo
  - Australia: Lacul Eyre